# CL-602
La  CL-602  es una carretera autonómica perteneciente a la Red Básica de la Junta de Castilla y León que transcurre entre Cuéllar y Toro.

## Recorrido
Durante todo su recorrido consta de una sola calzada, con un carril para cada sentido de circulación.
En sus 112,08 km, pasa por las localidades de: Cuéllar, Torregutiérrez, San Cristóbal de Cuéllar, Vallelado, Mata de Cuéllar, Íscar, Pedrajas de San Esteban, Olmedo, Pozal de Gallinas, Medina del Campo, Villaverde de Medina, Nava del Rey, Alaejos, Castronuño, Villafranca de Duero y Toro.

## Salidas
| Número de Salida         | Nombre de Salida                                                             | Carretera que enlaza |
| ------------------------ | ---------------------------------------------------------------------------- | -------------------- |
| CUÉLLAR                  |                                                                              |                      |
| 0                        | Valladolid - Segovia - Madrid Vía de Servicio Íscar - Olmedo                 | A-601 CL-602         |
| TORREGUTIÉRREZ           |                                                                              |                      |
| TORREGUTIÉRREZ           |                                                                              |                      |
| SAN CRISTÓBAL DE CUÉLLAR |                                                                              |                      |
| SAN CRISTÓBAL DE CUÉLLAR |                                                                              |                      |
| VALLELADO                |                                                                              |                      |
|                          | Chañe                                                                        | SG-V-3331            |
| VALLELADO                |                                                                              |                      |
| 2                        | Polígono Industrial                                                          |                      |
| MATA DE CUÉLLAR          |                                                                              |                      |
| MATA DE CUÉLLAR          |                                                                              |                      |
|                          | Cogeces de Íscar - Íscar (este) Remondo                                      | VP-1202 VA-333       |
| 4                        | Villaverde de Íscar - Íscar (sur)                                            | VP-1002              |
|                          | Íscar                                                                        |                      |
| PEDRAJAS DE SAN ESTEBAN  |                                                                              |                      |
| 6                        | Villaverde de Íscar                                                          | VP-1104              |
| 7                        | Alcazarén                                                                    | VP-1104              |
| PEDRAJAS DE SAN ESTEBAN  |                                                                              |                      |
| OLMEDO                   |                                                                              |                      |
|                          | Madrid - Adanero Valladolid                                                  | N-601                |
| 9                        | Ataquines                                                                    | VA-410               |
| 10                       | Villalba de Adaja - Serrada - Matapozuelos - Valdestillas                    | VA-405               |
| OLMEDO                   |                                                                              |                      |
| 11                       | La Zarza - Moraleja de las Panaderas                                         | VP-9904              |
| POZAL DE GALLINAS        |                                                                              |                      |
| POZAL DE GALLINAS        |                                                                              |                      |
| 12                       | Zona Industrial                                                              |                      |
| 13                       | Bodega                                                                       |                      |
|                          | Valladolid - La Coruña Arévalo - Madrid                                      | A-6                  |
| MEDINA DEL CAMPO         |                                                                              |                      |
| 15                       | La Zarza - Moraleja de las Panaderas                                         | VP-9904              |
| 16                       | Castillo de La Mota - Estación de FF.CC - Barrio de La Mota                  |                      |
| 17                       | Pozaldez - Mojados                                                           | VA-404               |
| 18                       | Valladolid - La Seca                                                         | A-6 - CL-610         |
| 19                       | Madrid - Adanero Madrigal de las Altas Torres - Peñaranda de Bracamonte      | A-6 CL-610           |
| 20                       | El Campillo - Velascálvaro                                                   | VP-8904              |
| MEDINA DEL CAMPO         |                                                                              |                      |
| VILLAVERDE DE MEDINA     |                                                                              |                      |
| 21                       | Nueva Villa de las Torres                                                    |                      |
| VILLAVERDE DE MEDINA     |                                                                              |                      |
| NAVA DEL REY             |                                                                              |                      |
| 22                       | Rueda - Tordesillas                                                          | VP-8801              |
| 23                       | Castrejón                                                                    | VA-800               |
| NAVA DEL REY             |                                                                              |                      |
| 24                       | Siete Iglesias de Trabancos                                                  | VP-8802              |
|                          | Castronuño - Toro Alaejos Siete Iglesias de Trabancos Valladolid - Salamanca | CL-602 N-620 A-62    |
| CASTRONUÑO               |                                                                              |                      |
| 26                       | Pollos - Tordesillas                                                         | VA-610               |
| 27                       | Bóveda de Toro                                                               | VA-610               |
| CASTRONUÑO               |                                                                              |                      |
| VILLAFRANCA DE DUERO     |                                                                              |                      |
| VILLAFRANCA DE DUERO     |                                                                              |                      |
| 28                       | Fuentesaúco - Salamanca                                                      | ZA-605               |
| 29                       | Venialbo                                                                     | ZA-611               |
|                          | Villaralbo azucarera                                                         | ZA-P-1102 ZA-633     |
|                          | Valladolid - Toro Zamora                                                     | A-11                 |

- Datos: Q25405738